# Remagine
«Remagine» — четвертий студійний альбом нідерландського симфо-метал гурту After Forever. Реліз відбувся 8 вересня 2005 року.

## Список композицій
| #     | Назва                 | Автор слів           | Автор музики                                 | Тривалість |
| ----- | --------------------- | -------------------- | -------------------------------------------- | ---------- |
| 1.    | «Enter»               | Флор Янсен           | Сандер Гомманс, Юст ван дер Брок             | 1:05       |
| 2.    | «Come»                | Флор Янсен           | After Forever                                | 5:02       |
| 3.    | «Boundaries Are Open» | Флор Янсен, Бас Маас | After Forever                                | 3:44       |
| 4.    | «Living Shields»      | Флор Янсен           | After Forever                                | 4:12       |
| 5.    | «Being Everyone»      | Флор Янсен           | After Forever                                | 3:39       |
| 6.    | «Attendance»          | Флор Янсен           | After Forever                                | 3:28       |
| 7.    | «Free of Doubt»       | Флор Янсен           | After Forever                                | 4:41       |
| 8.    | «Only Everything»     | Флор Янсен           | After Forever                                | 6:36       |
| 9.    | «Strong»              | Флор Янсен           | Сандер Гомманс, Юст ван дер Брок, Флор Янсен | 3:39       |
| 10.   | «Face Your Demons»    | Флор Янсен           | After Forever                                | 4:56       |
| 11.   | «No Control»          | Флор Янсен           | After Forever                                | 3:18       |
| 12.   | «Forever»             | Флор Янсен, Бас Маас | After Forever                                | 5:10       |
| 49:36 |                       |                      |                                              |            |

| Бонусні треки версії SACD | Бонусні треки версії SACD     | Бонусні треки версії SACD |
| #                         | Назва                         | Тривалість                |
| ------------------------- | ----------------------------- | ------------------------- |
| 13.                       | «Taste the Day»               | 2:54                      |
| 14.                       | «Live and Learn (The Key #2)» | 4:16                      |
| 15.                       | «Strong» (піано акустика)     | 3:40                      |

## Учасники запису
- Флор Янсен — вокал
- Сандер Гомманс — електро- та акустичні гітари, гроулінг
- Бас Маас — гітара, чистий чоловічий вокал
- Люк ван Гервен — бас-гітара
- Юст ван дер Брок — клавіші
- Андре Боргман — ударні, акустичні гітари

## Чарти
| Чарт (2005)                     | Місце |
| ------------------------------- | ----- |
| Belgian Albums Chart (Фландрія) | 55    |
| Belgian Albums Chart (Валлонія) | 96    |
| Dutch Album Chart               | 21    |